# رابرت فرگوسن (بازیکن فوتبال اهل انگلستان)
رابرت فرگوسن (انگلیسی: Robert Ferguson؛ زادهٔ) بازیکن فوتبال اهل بریتانیا است.
از باشگاه‌هایی که در آن بازی کرده‌است می‌توان به باشگاه فوتبال برادفورد سیتی اشاره کرد.